# Leers
Leers är en kommun i departementet Nord i regionen Hauts-de-France i norra Frankrike. Kommunen ligger i kantonen Lannoy som tillhör arrondissementet Lille. År 2022 hade Leers 9 555 invånare.

## Befolkningsutveckling
Antalet invånare i kommunen Leers
| Referens: INSEE |